# Wapen van Manage

Wapen van Manage

Het wapen van Manage is het gemeentelijke wapen van de Henegouwse gemeente Manage. Het wapen werd in 1981 aan de gemeente toegekend, het is sindsdien niet gewijzigd.

## Geschiedenis
De gemeente Manage ontstond in 1880 na een afsplitsing van Seneffe. De gemeente fuseerde in 1977 met de gemeenten Bois-d'Haine, Fayt-lez-Manage en La Hestre, wat zelf in 1970 was gefuseerd met Bellecourt. De plaats Manage was de enige van de voormalige gemeenten die geen eigen wapen voerde. Alle overige gemeenten die samen de fusiegemeente Manage vormen, voerden wel een wapen. De gemeente vroeg op 30 juni 1977 een gemeentewapen aan en kreeg het op 16 november 1981 officieel toegekend.
Bellecourt voerde het wapen van Henegouwen. De familie Roeulx, die de leen in eigendom had, waren vazallen van de graven van Henegouwen. Het wapen komt op zegels uit 1574 en 1602 voor. Ook Bois-d'Haine behoorde tot het graafschap Henegouwen, echter deze gemeente zegelde met de Duitse keizerlijke adelaar van Karel V. Dit wapen werd op 3 juli 1925 per decreet bevestigd. Het wapen van Fayt-lez-Manage toont dat van de familie Gognies, dat gedurende de 15e eeuw eigenaar was van het dorp. Dit wapen werd op 23 maart 1935 officieel erkend. Ook La Hestre voerde een familiewapen, in dit geval dat van de familie Montigny dat, inclusief de tak Carondelet, gedurende de 16e eeuw, de heerlijkheid in bezit had.

## Blazoenering
De beschrijving van het wapen luidt als volgt:
Ecartelé: au 1, contre-écartelé: aux 1 et 4 d'or au lion de sable, armé et lampassé de gueules, aux 2 et 3 d'or au lion de gueules, armé et lampassé d'azur qui est de Hainaut, au 2 burelé d'argent et d'azur de douze pièces qui est de Montigny, au 3 d'azur à la croix ancrée d'argent qui est Goegnies, au 4 d'or à l'aigle bicéphale de sable qui est de I'Empire.
Gecarteleerd: 1 gekwartierd A en D van goud een leeuw van sabel, gewapend en getongd van keel, B en C van goud een leeuw van keel genageld en getongd van azuur, dit is Henegouwen, 2 gedwarsbalkt van zilver en azuur twaalf stukken dit is Montigny, in 3 azuur een ankerkruis van zilver dit is Goegnies, in 4 van goud een tweekoppige adelaar van sabel, dit is het Duitse Rijk.
De kwartieren bestaan uit de wapens van de voorgaande gemeenten. Het eerste kwartier is Bellecourt (tevens de provincie Henegouwen), het tweede is La Hestre, het derde is Fayt-lez-Manage en het vierde is Bois-d'Haine.
De heraldische kleuren zijn zilver (wit), keel (rood), azuur (blauw), sabel (zwart) en goud (geel). Het wapen heeft geen externe ornamenten zoals een kroon of schildhouders.

## Vergelijkbare wapens
De volgende wapens zijn op historische gronden te vergelijken met het wapen van Manage:

Het wapen van het graafschap Henegouwen
Het wapen van het Graafschap Vlaanderen
Het wapen van het Graafschap Holland